# Cuno von Uechtritz-Steinkirch

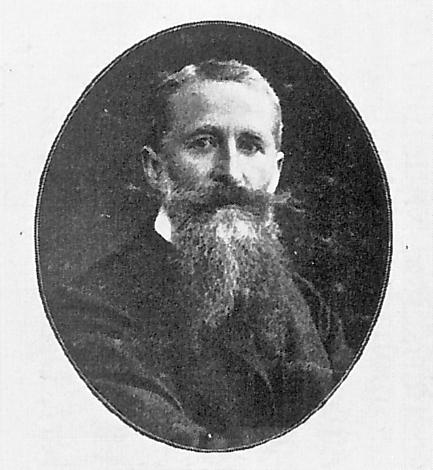
Porträt, um 1901

Cuno von Uechtritz-Steinkirch (* 3. Juli 1856 in Breslau; † 29. Juli 1908 in Deutsch-Wilmersdorf) war ein deutscher Bildhauer.
Der Künstler stammte aus der Dresdner Bildhauerschule und machte sich mit einer Denkmalgruppe für die Berliner Siegesallee und mit dekorativen Brunnenanlagen einen Namen. Von Uechtritz-Steinkirch, den Kaiser Wilhelm II. zum königlichen Professor ernannte, engagierte sich zudem verbandspolitisch.

## Leben
Er war der Sohn des Staatsanwalts und späteren Kammergerichtsrats Oswald von Uechtritz.

### Dresdner Bildhauerschule und Wien
Cuno von Uechtritz-Steinkirch entschied sich erst im Alter von 21 Jahren endgültig dazu, Künstler zu werden. Grund war eine Empfehlung Wilhelms I., den eine von Uechtritz gearbeitete Statuette des schlesischen Schriftstellers Karl von Holtei so beeindruckt hatte, dass er sie erwarb. In den Jahren 1878 und 1879 bereiste von Uechtritz Italien. Anschließend begann er eine bildhauerische Ausbildung im Dresdner Atelier von Carl Friedrich Echtermeier, der zuvor Meisterschüler von Ernst Hähnel gewesen war.
Im Atelier von Echtermeier wurde Hähnel auf den jungen Künstler aufmerksam und nahm ihn als Schüler zu sich. Hähnel war Professor an der Dresdner Kunstakademie und zählte zu den Mitbegründern der Dresdner Bildhauerschule. Hähnel versuchte, seine an die Antike erinnernden Figuren mit einer edlen, nüchternen Durchbildung zur idealen Plastik zu formen. Die idealistische, gegen die realistischen Tendenzen gerichtete Dresdner Schule beeinflusste die Werke von Uechtritz-Steinkirchs nachhaltig.
Er rundete seine Studien an der Wiener Akademie bei Victor Tilgner insbesondere mit der polychromen (vielfarbigen) Behandlung von Plastik ab. Bereits eine seiner ersten polychromen Arbeiten, die Statue eines italienischen Knaben (Pifferaro mit Affe) war ein Erfolg und wurde 1889 von der Nationalgalerie Berlin gekauft.
Zuvor hatte von Uechtritz weitere Studienreisen nach Italien und Paris unternommen und war anschließend noch einige Zeit als Mitarbeiter bei Tilgner in Wien geblieben, bevor er sich im Frühjahr 1887 in Berlin selbstständig machte.

### Ab 1887 nach Berlin
Seinen Durchbruch in finanzieller Hinsicht erzielte Uechtritz 1897 mit der allegorischen Gruppe Die Krone als Hort des Friedens, der Verkörperung des politischen Programms Wilhelms II. Der Kaiser ließ die Gruppe in Marmor ausführen. Diese Arbeit öffnete dem Bildhauer die Tür zu einem der begehrten, lukrativen Aufträge für die Berliner Siegesallee. Auch seine Denkmalgruppe mit dem Standbild des Kurfürsten Georg Wilhelm im Zentrum fand den Beifall des Kaisers, wie die Auszeichnung mit dem königlichen Professorentitel anlässlich der Enthüllung am 23. Dezember 1899 und Folgeaufträge zeigten.
Die Siegesallee-Gruppe war von Uechtritz’ erste Monumentalarbeit. Trotz des institutionellen Beifalls für dieses Werk und trotz einiger späterer monumentaler Statuen blieb das eigentliche Metier des Künstlers die „leichte, poetische, phantasievolle Komposition“ in plastisch malerischer Form, wie sie sich vor allem in seinen Brunnenanlagen ausdrückte. Neben der Siegesalleearbeit zählen denn auch mit dem Berliner Gänselieselbrunnen und mit der Bronzeplastik Der erwachende Tag im Hamburger Puvogelbrunnen zwei derartige Anlagen zu seinen Hauptwerken. Über die Brunnenarbeiten wurde der Maler Adolph Menzel, der gleichfalls aus Breslau stammte, auf von Uechtritz aufmerksam.

### Verbandsarbeit
Cuno von Uechtritz-Steinkirch engagierte sich verbandspolitisch in verschiedenen Künstlervereinigungen, wobei er sich um die Verbesserung der finanziellen Situation der Kollegen bemühte. Seit 1891 gehörte er zur Vereinigung Berliner Architekten und war Mitglied in der Jury der Internationalen Kunstausstellung des Vereins Berliner Künstler (VBK).

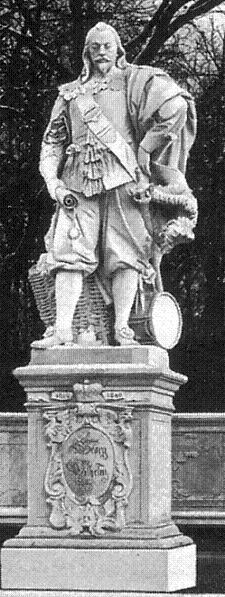
Siegesallee, Kurfürst Georg Wilhelm in dekorativer Ausstattung

Im Jahr 1907 gehörte der Bildhauer zu den Unterzeichnern eines Schreibens, das der Ausschuss für Amerika-Angelegenheiten des Künstler-Verbandes Deutscher Bildhauer an den Reichskanzler Bernhard von Bülow gerichtet hatte. Mit nationalistischem Unterton warb das Schreiben aus Sorge vor der „drohenden Überproduktion von Kunst“ um „machtvolle Unterstützung der Reichsregierung“ bei der „Lebensaufgabe der deutschen Künstler, sich neue Absatzgebiete zu erobern. […] Wir denken hierbei in erster Linie an die Vereinigten Staaten von Nord-Amerika“, fährt der Verband fort und sieht die Ursache darin, dass „den Amerikanern bisher die Werke der deutschen Kunst nicht in genügendem Maße vermittelt worden sind.“ Es gelte „der einseitig ausgeprägten Neigung der Amerikaner für romanische, besonders französische Kunst, entgegenzuwirken und so der deutschen Kunst die von ihr mit Recht begehrte Berücksichtigung und Anerkennung zu verschaffen.“ Hintergrund des Schreibens waren neben der Konkurrenz durch Bildhauer anderer Nationen die hohen Einfuhrzölle der USA auf Kunstwerke, die in den 1880er Jahren 30 Prozent betrugen und 1901 auf 45 Prozent angehoben wurden.
Er hatte die amerikanische Bildhauerin Harriet Whitney Frishmuth als Schülerin.
Cuno von Uechtritz-Steinkirch wurde auf dem Friedhof Wilmersdorf beigesetzt.

## Ausgewählte Werke

### Denkmalgruppe Siegesallee

#### Dekorativ malerische Kostümfigur
Für die zeitgenössische Illustrirte Zeitung Leipzig (LIZ) war Cuno von Uechtritz-Steinkirch genau der richtige Mann für die Denkmalgruppe 24 mit dem Standbild des Kurfürsten Georg Wilhelm. Denn der zaudernde, unentschlossene Kurfürst, der sich während des Dreißigjährigen Krieges nach Königsberg zurückgezogen hatte und dort weiter eine aufwändige Hofhaltung betrieb, böte „keine Möglichkeit einer Schilderung […] erhabener Größe“, sodass der Künstler „im wesentlichen nur ein decorativ wirksames Bild der Zeit und ihrer äußeren Erscheinungsformen“ darstellen könne. Von Uechtritz schuf laut LIZ eine „sorgsam durchgeführte Costümfigur im Charakter des 17. Jahrhunderts“ mit einem „reichen malerischen Reiz, durch den die Tracht der Wallensteinzeit uns fesselt“.
Symbolisch stellte der Bildhauer die einzigen Kriegsattribute – eine Trommel und einen morschen Schanzkorb, aus dem Kanonenkugeln rollen – in den Rücken der Figur. Der mürrische, nachdenkliche Gesichtsausdruck und die leicht gezierte Haltung drücken die Entschlusslosigkeit des Regenten aus. In der Hand hält er die Urkunde mit dem Beitritt zum Prager Frieden.

#### Nebenfiguren und Gesamtausstattung
Die schwache und wenig entscheidungsfreudige Regierungsführung des Kurfürsten unterstrichen die beiden Nebenfiguren, die Begleiter des Kurfürsten und zugleich politische Kontrahenten waren. Die Leitung der Siegesallee-Kunstkommission unter Reinhold Koser entschied sich für Büsten des Obristen Konrad von Burgsdorff und des Kanzlers Graf Adam von Schwartzenberg, dem Georg Wilhelm nach seinem Rückzug die Regierungsgeschäfte überlassen hatte und der erst kurz zuvor von der Geschichtsschreibung vom Vorwurf des Landesverrats rehabilitiert worden war.

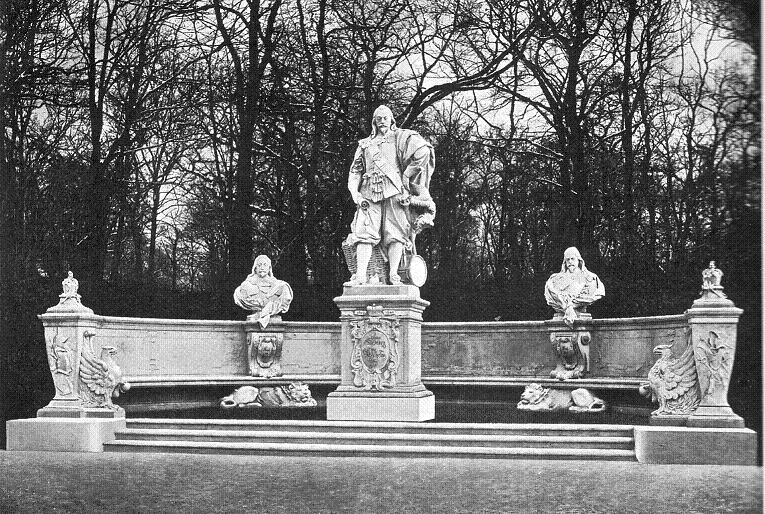
Gesamte Denkmalgruppe 24 von 1899

Cuno von Uechtritz-Steinkirch betonte seine malerische Auffassung der Gruppe mit Fabeltieren und Blattwerk in der Inschriftenkartusche am Sockel der Hauptfigur, pilasterartig gestalteten Bankwangen und zwei stützenden Löwenfiguren unter der Bank, „die als Symbol der noch ruhenden Stärke Brandenburgs verstanden werden sollten.“
Die feierliche Enthüllung der Gruppe fand am 23. Dezember 1899 statt. Die Hauptfigur (rechter Arm fehlt, weitere erhebliche Schäden) und die Büste des Grafen Adam von Schwartzenberg (ohne Nase, starke Konturschäden) befinden sich in der Zitadelle Spandau. Die lange verschollen geglaubte Büste des Konrad von Burgsdorff ist 2011 wieder aufgetaucht.

#### Tableaux vivants
Auf Initiative der Gräfin von der Gröben fanden Ende März 1898 im Königlichen Schauspielhaus »aristokratische Theatervorstellungen zu karitativen Zwecken« statt, die mit einem von Walter Schott arrangierten Tableaux vivants (Lebendes Bild) im Spiel Der Ruhmesweg begannen. Die Bühne zeigte einen nebelverhüllten Teil des Tiergartens. Die Heroine Rosa Poppe trug einen vergangene Zeiten verklärenden Prolog vor. Die anschließend erhellte Bühne präsentierte eine Vision der Siegesallee mit allen Gruppen und vier lebenden Bildern auf Sockeln im Vordergrund, die Albrecht den Bären, seinen Sohn Otto I., Ludwig II. den Römer und Georg Wilhelm darstellten. Dabei figurierte Cuno von Uechtritz-Steinkirch seine Figur selbst – und auch die Wahl der Figur Ludwigs war der Tatsache geschuldet, dass sie vom einzigen anderen adligen Siegesalleebildhauer, vom kaiserlichen Intimus Emil Graf Görtz verkörpert werden konnte.

### Brunnenanlagen
Zwar war es von Uechtritz-Steinkirch gelungen, aufgrund der besonderen politischen Hintergründe seiner Gruppe sein Talent zur dekorativen figürlichen Ausschmückung auch bei der Monumentalarbeit für die Siegesallee einzubringen, doch kam seine Begabung vor allem bei der Ausgestaltung von Brunnenanlagen zum Tragen.

#### Hubertusbrunnen Berlin

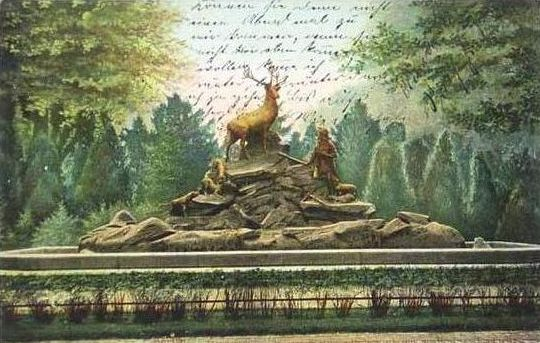
Hubertusbrunnen, Berlin, Großer Stern

Dabei trug der Hubertusbrunnen von 1904 fast monumentalen Charakter. Auf dem Großen Stern gestaltete er eine idealisiert-antike Anlage, die an den Stil der Dürerzeit erinnerte. Vier bronzene Jagdgruppen umgaben den Brunnen, gestaltet von Fritz Schaper (Altgermanische Büffeljagd), Karl Begas (Eberjagd der Renaissancezeit (um 1500)), Max Baumbach (Hasenhatz zur Rokokozeit) und Wilhelm Haverkamp (Zeitgenössische Fuchsjagd). Reinhold Felderhoff steuerte zwei große Steinbänke mit Jagdmotiven bei. Bei den Umgestaltungen Berlins zur Welthauptstadt Germania durch die Nationalsozialisten wurde die Siegessäule 1938/1939 zum Großen Stern verlagert und der Hubertusbrunnen 1938 abgerissen.
Die vier Jagdgruppen stehen heute im Tiergarten in der Nähe des Großen Sterns.
Erhalten sind hingegen der Landsberger Paucksch-, der Hamburger Puvogel- und der Berliner Gänselieselbrunnen.

#### Pauckschbrunnen Landsberg

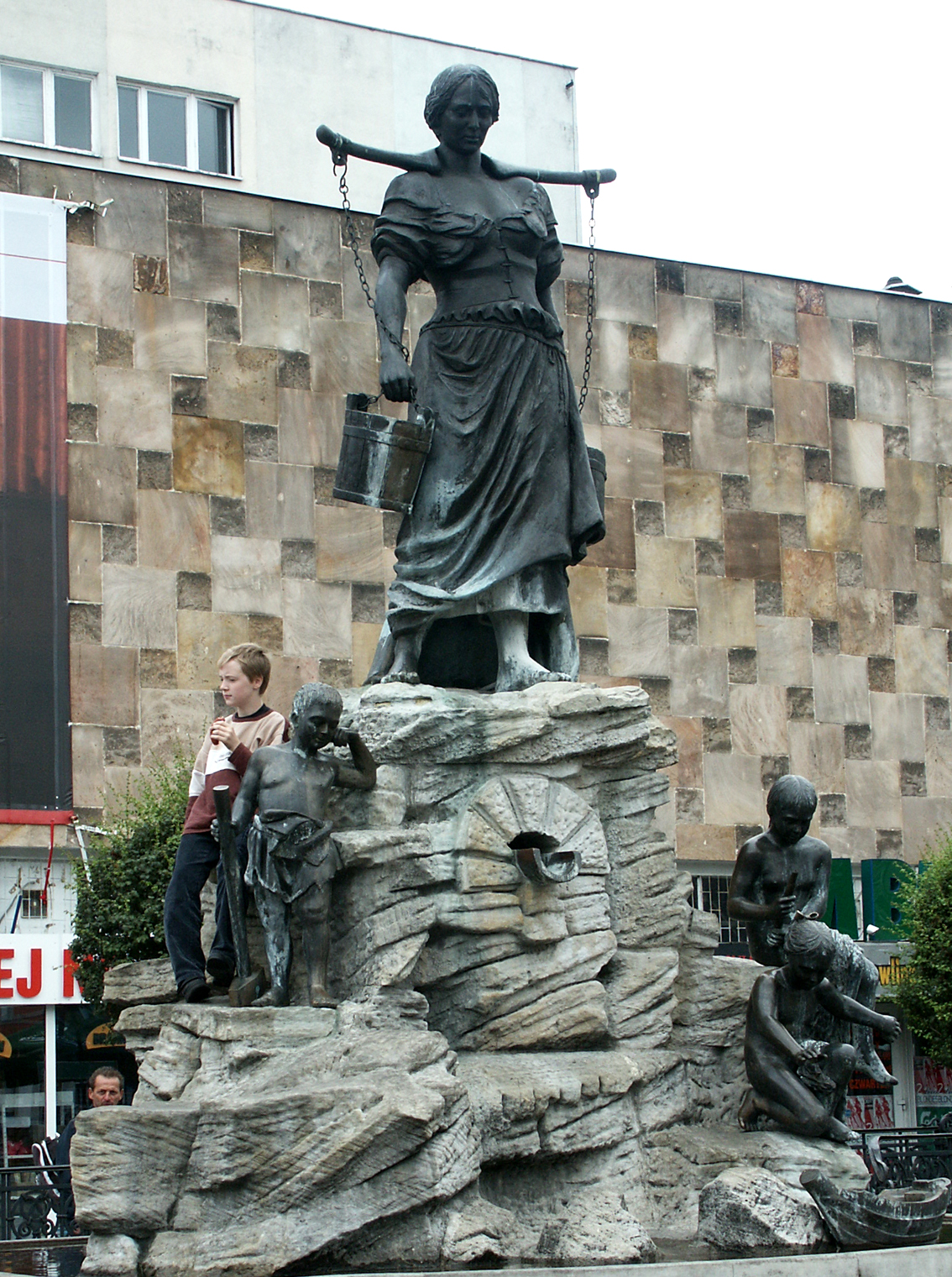
Pauckschbrunnen, Landsberg an der Warthe

1896 stiftete der Landsberger Industrielle Hermann Paucksch (Maschinenbauanstalt und Dampfkesselfabrik H. Paucksch AG) den nach ihm benannten Pauckschbrunnen, der 1897 eingeweiht wurde. Von Uechtritz stellte in einem Becken einen schlanken, gestuften Hügel aus Felsbrocken und Platten dar, auf den er eine kräftige Frauenfigur stellte. Die Bronzeplastik balanciert auf den Schultern ein Tragjoch, an dessen Enden zwei Eimer an Ketten (Sielen) hängen. Die Hände halten die Eimer fest. Die Figur symbolisiert den Fleiß der Landsberger und ihre Lebensader, die Warthe. Zu Füßen der Frau sind drei Kinderfiguren in die Felsen gesetzt, denen der Bildhauer unterschiedliche Gegenstände zuordnete. Die Kinder und ihre Attribute sollen die drei damaligen Wirtschaftssäulen der Stadt versinnbildlichen. Der Junge mit Hammer und Zahnrad steht für die Industrie, das Mädchen mit der Angel für den Fischfang und das Mädchen mit Netz und Schiff für die Schifffahrt. Dabei schwimmt das Schiff zu Füßen des Mädchens im Wasserbecken.
Die Brunnenanlage befindet sich hinter dem Dom St. Marien, einer Kathedrale aus dem 13. Jahrhundert. Die heutige Anlage ist eine originalgetreue Rekonstruktion aus dem Jahr 1997, da das alte Ensemble zerstört wurde. Die Rekonstruktion stammt von der polnischen Bildhauerin Zofia Bilińska und war eine Stiftung der ehemaligen deutschen Einwohner zur 740-Jahr-Feier der Stadtgründung. Landsberg, die polnische Großstadt Gorzów Wielkopolski in der Woiwodschaft Lebus, feierte im Juli 2007 ihr 750-jähriges Bestehen. Zu diesem Anlass gab die Polnische Post im Januar 2007 eine Sondermarke heraus, die den Brunnen und die Kathedrale zeigt. Laut Beschreibung der Post stellen die Kathedrale und der Brunnen die beiden bekanntesten Wahrzeichen Gorzów Wielkopolskis dar.

#### Puvogelbrunnen Hamburg

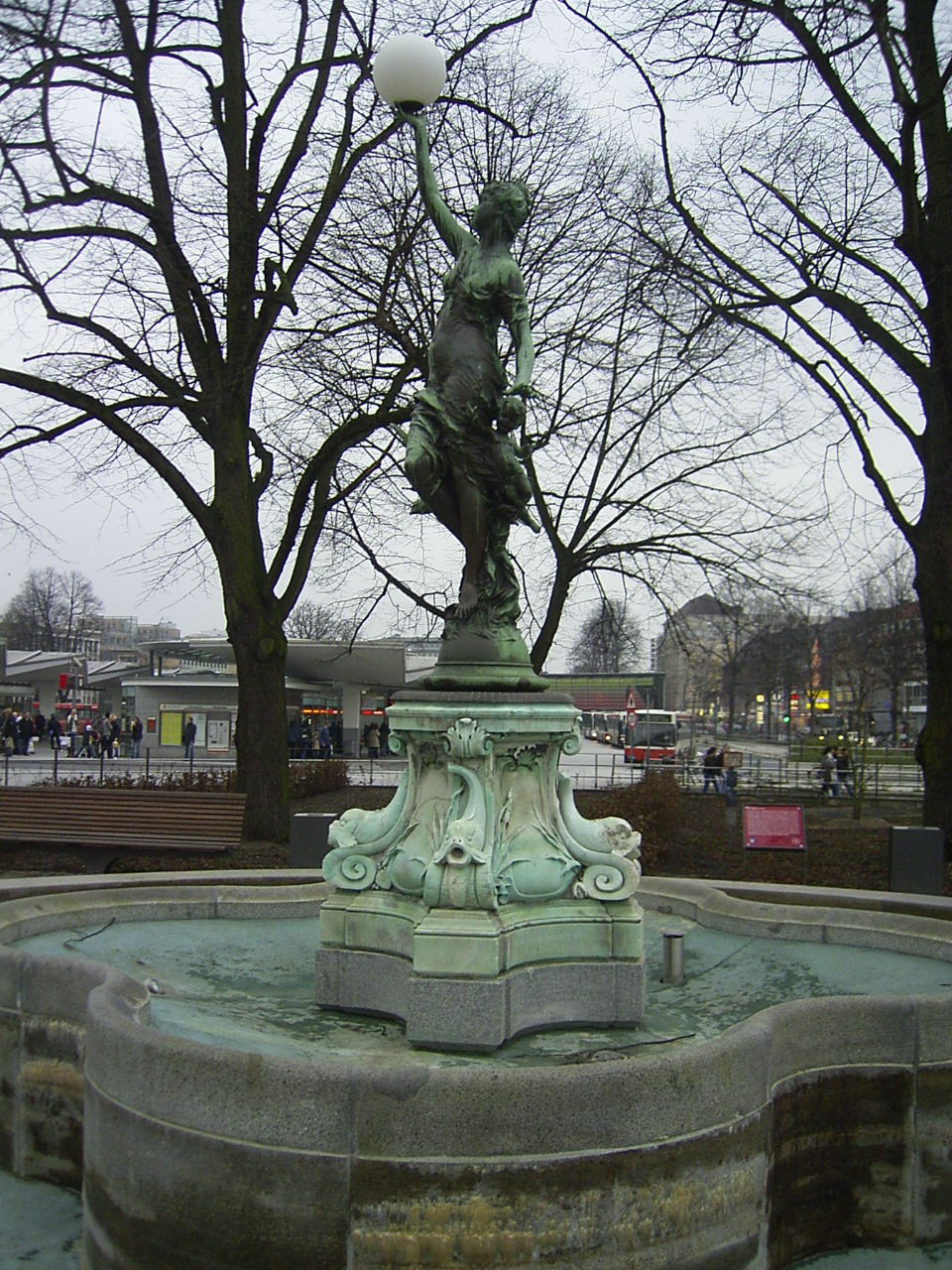
Puvogelbrunnen, Hamburg, am Wandsbeker Marktplatz

Der Hamburger Brunnen trägt den Namen von Friedrich Puvogel, einem langjährigen Zweiten Bürgermeister von Wandsbek. Nach Puvogels Tod im August 1907 stiftete der Wandsbeker Verschönerungsverein zu seinen Ehren den Brunnen, der auf den damaligen Grünflächen des heutigen Wandsbeker Marktplatzes aufgestellt wurde. Den Namen der zentralen Bronzeplastik Der erwachende Tag wählte von Uechtritz selbst. Eine weibliche Figur in Begleitung eines Putto streckt den rechten Arm zum Himmel und hält auf der Hand eine weiße Kugel (Lampe), die die aufgehende Sonne symbolisieren könnte.
Im Jahr 1961 verlagerten die Wandsbeker den Brunnen an seinen heutigen Platz gegenüber der Christuskirche. 1998 stürzte die zentrale Figur vom Sockel und wurde dabei stark beschädigt. Anschließend lagerte sie in der Restaurationswerkstatt des Denkmalschutzamtes. Die Stiftung Denkmalpflege finanzierte 2005 den Beginn der Restaurierung der historischen Plastik. Dabei wurde die Patina nur teilweise entfernt, denn das Alter der Figur sollte erkennbar bleiben.
Die Restaurierung erfolgte im Namen des Projektes Puvogel, das die Sanierung des Brunnens mit seinen Wasserfontänen und mit der abendlichen Beleuchtung sowie die Neugestaltung des umgebenden Puvogel-Gartens einschloss. Für diese Arbeiten hatte der Hamburger Senat 2005 Mittel aus dem Sonderinvestitionsprogramm Hamburg 2010 bereitgestellt, die durch Spenden ergänzt wurden. Nach Abschluss sämtlicher Arbeiten erfolgte am 16. August 2006 die feierliche Eröffnung des Gartens sowie die (Wieder-)Einweihung des Brunnens und seiner Plastik.

#### Gänselieselbrunnen Berlin

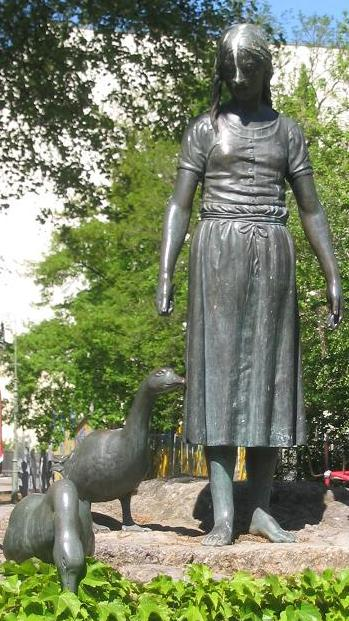
Gänseliesel

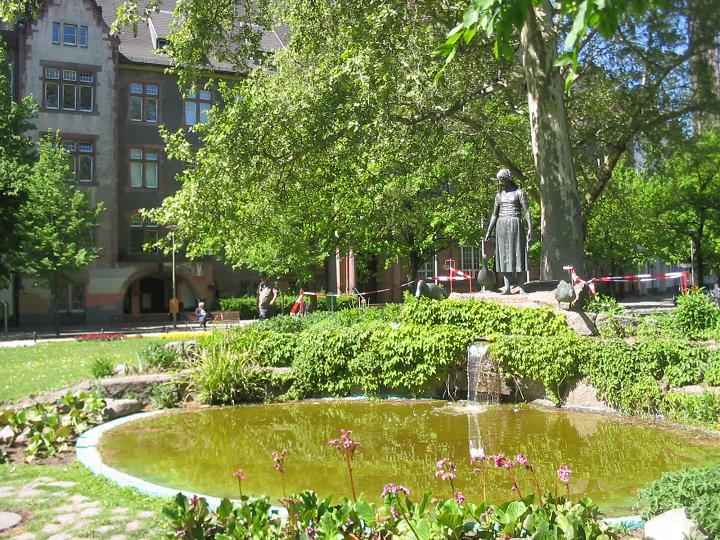
Gänselieselbrunnen, Berlin, Nikolsburger Platz

Ein spätes Werk modellierte der Künstler mit der Gänseliesel und drei Gänsen, die zwei Jahre nach seinem Tod über dem 1910 vollendeten Gänselieselbrunnen auf dem Berliner Nikolsburger Platz aufgestellt wurden. Auch den Brunnen hatte Cuno von Uechtritz-Steinkirch entworfen. Über einem Wasserbecken mit einem Durchmesser von rund sechs Metern baut sich entlang der Nordseite ein umrankter Hügel aus Felsbrocken auf, auf dessen Plateau die bronzene Gänseliesel steht. Die Plastik hat eine Höhe von 1,6 Metern. Drei 55 Zentimeter hohe Gänse in unterschiedlichen Haltungen sind um das Mädchen herum angeordnet. Das Kind trägt Zöpfe und streckt mit der rechten Hand ein Stöckchen vor, aus dem Wasser in das Becken tropft. Auch aus der rund 1,50 Meter hohen Felswand zu Füßen des Kindes fällt Wasser in die Senke.
Während der Notzeiten nach dem Ersten Weltkrieg verschwanden einzelne Teile und in den 1940er Jahren wurden die Figuren für die Rüstungsproduktion komplett eingeschmolzen. Die Berliner Industriebank schenkte dem Bezirk Wilmersdorf 1987 zur 750-Jahr-Feier Berlins eine originalgetreue Nachbildung, die der Bildhauer Harald Haacke ausführte. Die Einweihung fand 1988 statt. 1999 erfolgte eine Neugestaltung der gesamten Grünanlage nach historischem Vorbild.
Ursprung des Motivs ist das Märchen von der Gänseliesel, das wahrscheinlich auf die Stadt Göttingen zurückgeht – der dortige Gänselieselbrunnen ist ein Wahrzeichen der Stadt.

## Werke (Auswahl)
Berlin
- 1889: Ankauf durch die Nationalgalerie Berlin, „Pifferaro mit Affe“, lebensgroße polychrome (vielfarbige, bunte) Statue eines italienischen Knaben
- 1889: Berliner Schloss, Wandbrunnen für die Wohnung der Kaiserin Auguste Viktoria
- vor 1896: dto., Kamindekoration für das Arbeitszimmer der Kaiserin
- 1895: ein Wandbrunnen mit Bronzefiguren an einem Haus an der Gabelung Rosenthaler und Gormannstraße in Alt-Berlin (errichtet 1897)[15]
- 1897: Im Neubau des Herrenhauses Berlin Die Krone als Hort des Friedens, allegorische Gruppe mit der Verkörperung des politischen Programms Wilhelms II., auf dessen Befehl im Marmor ausgeführt
- 1898: Charlottenburg, Neptuntempel (Uechtritz-Brunnen) mit Wasserfall und Marmorgruppe Leda mit Schwan, im Berliner Zoo[16]
- 1899: Tiergarten, Siegesallee, Denkmalgruppe 24 mit dem Standbild des Kurfürsten Georg Wilhelm, flankiert von den Nebenbüsten zu Konrad von Burgsdorff und Adam von Schwartzenberg (siehe oben)
- 1901: Mitte, Kaiser Wilhelm I.-Standbild (Marmor) im Berliner Stadtschloss, Weißer Saal; Folgeauftrag der Siegesallee-Arbeit, erteilt von Wilhelm II., dem die provisorische Ausführung Emil Hundriesers nicht zugesagt hatte[3]
- 1904: Tiergarten, Großer Stern, Hubertusbrunnen im Stil der Dürerzeit, 1938 abgebrochen (siehe oben)
- 1905: Büste Kammergerichtspräsident Edwin von Drenkmann im Vestibül des Kammergerichtsgebäudes
- 1910: (aufgestellt) Wilmersdorf, Nikolsburger Platz, Gänselieselbrunnen mit Gänseliesel und Gänsen aus Bronze (siehe Textausführung oben)

Weitere Städte
- 1891: Wittenberg, Schlosskirche, Bronzemedaillon mit einer Darstellung von Förderern der Reformation
- 1897: Landsberg an der Warthe, Pauckschbrunnen (siehe Textausführung oben)
- 1899: Breslau, Moltke-Bonzestandbild, gegossen in der Kunst- und Glockengießerei Lauchhammer
- 1902: Grimmen, Friedhofsanlagen, Bismarck-Standbild, in Bronze gegossen in der Kunstgießerei der Lauchhammerwerke, im Zweiten Weltkrieg der Metallspende zum Opfer gefallen
- 1904: St. Louis Steuben-Gruppe, gezeigt an der Weltausstellung und dort verblieben
- 1907: Hamburg-Wandsbek, Puvogelbrunnen mit Bronzeplastik Der erwachende Tag (siehe oben)
- 1908: Stolp, Blücher-Standbild, auf dem Marktplatz, Bronzeguss der Lauchhammerwerke, enthüllt am 16. Dezember 1908 anlässlich des 150. Stiftungsfestes des Pommerschen Husaren-Regiments „Fürst Blücher von Wahlstatt“ No. 5[17]

Ort und/oder Zeit unklar
- vor 1879: Statuette Karl von Holtei, erworben von Wilhelm I.
- ?? Großes Reiterstandbild Friedrichs des Großen, schwarz patinierte Bronzestatuette, 185 cm hoch, Postamentssockel aus dunkel gebeizter Eiche mit vier Löwenpilastern[18]
- ?? Friedrich der Große mit Hut, 40 cm. Info
- ?? Büste Bismarck, Bronze mit Brustbild im Überrock mit Orden Pour le Mérite, Höhe 34 cm. Schwarzer, abgestufter Marmorsockel, Bild